# 크라이슬러 그랜드 보이저
1세대 크라이슬러 미니밴Chrysler minivans (S)) 1984년부터 1990년까지 크라이슬러 코퍼레이션 에서 생산 및 판매한 미니밴 시리즈이다. 미국 브랜드 제조사의 첫 번째 미니밴으로 소개되어 미니밴을 차량으로 대중화한 닷지 그랜드 캐러밴과 플리머스 보이저는 주요 경쟁사인 시보레 아스트로/GMC 사파리 와 포드 에어로스타 보다 앞서 출시되었다.
전륜 구동 크라이슬러 S 플랫폼을 사용하여 미니밴은 승객용 및 화물용 구성 모두에서 생산되었다. 이 중 화물용 포지션은 1990년대 이후로 한동안 역사 속으로 사라졌다가 대침체로 인한 크라이슬러 그룹의 부도 이후 단종된 닷지 스프린터를 대신하여 램 트럭스의 밴 차량으로 램 프로마스터 및 램 프로마스터 시티가 후속으로 메꾸기 전까지 잠시 부활하였다. 처음에는 단일 휠베이스로 제공되었지만 휠베이스가 더 긴 닷지 그랜드 캐러밴/크라이슬러 그랜드 보이저가 1987년에 출시되었다. 1988년에 크라이슬러 보이저/그랜드 보이저/ 타운 앤 컨트리는 르노 에스파스의 경쟁자로 의도된 수출 판매(주로 유럽)를 위해 도입되었다.(본디 에스파스는 구 크라이슬러 유럽 법인이 마트라와 공동 개발 하였으나 현지법인이 푸조에 매각 이후 협상 결렬로 지금에 이르게 된다.) 세대의 마지막 해에는 럭셔리 지향적인 크라이슬러 타운 앤 컨트리 가 소개되었다.
크라이슬러는 미국과 캐나다의 세인트루이스 공장 ( 미주리주 Fenton ) 및 Windsor Assembly ( 온타리오주 윈저 ) 시설에서 S-플랫폼 미니밴을 제조했다.
이후 2세대는 1990년 11월 출시 되었고, 이 때에도 풀옵션을 고수하며 단일 트림에 롱바디 한정으로 나왔다. 1991년 8월에는 운전석 에어백과 버킷시트가 기본으로 출시되었고, 1996년에 나온 3세대부터는 초대 및 2세대에 적용된 K플랫폼 유래 S플랫폼이 아닌 전용 플랫폼으로 개량을 거듭하며, 2016년을 끝으로 알파 로메오 줄리에타 플랫폼 기반 미니밴인 크라이슬러 퍼시피카가 그 자리를 대체하였다.